# Elektromos áram

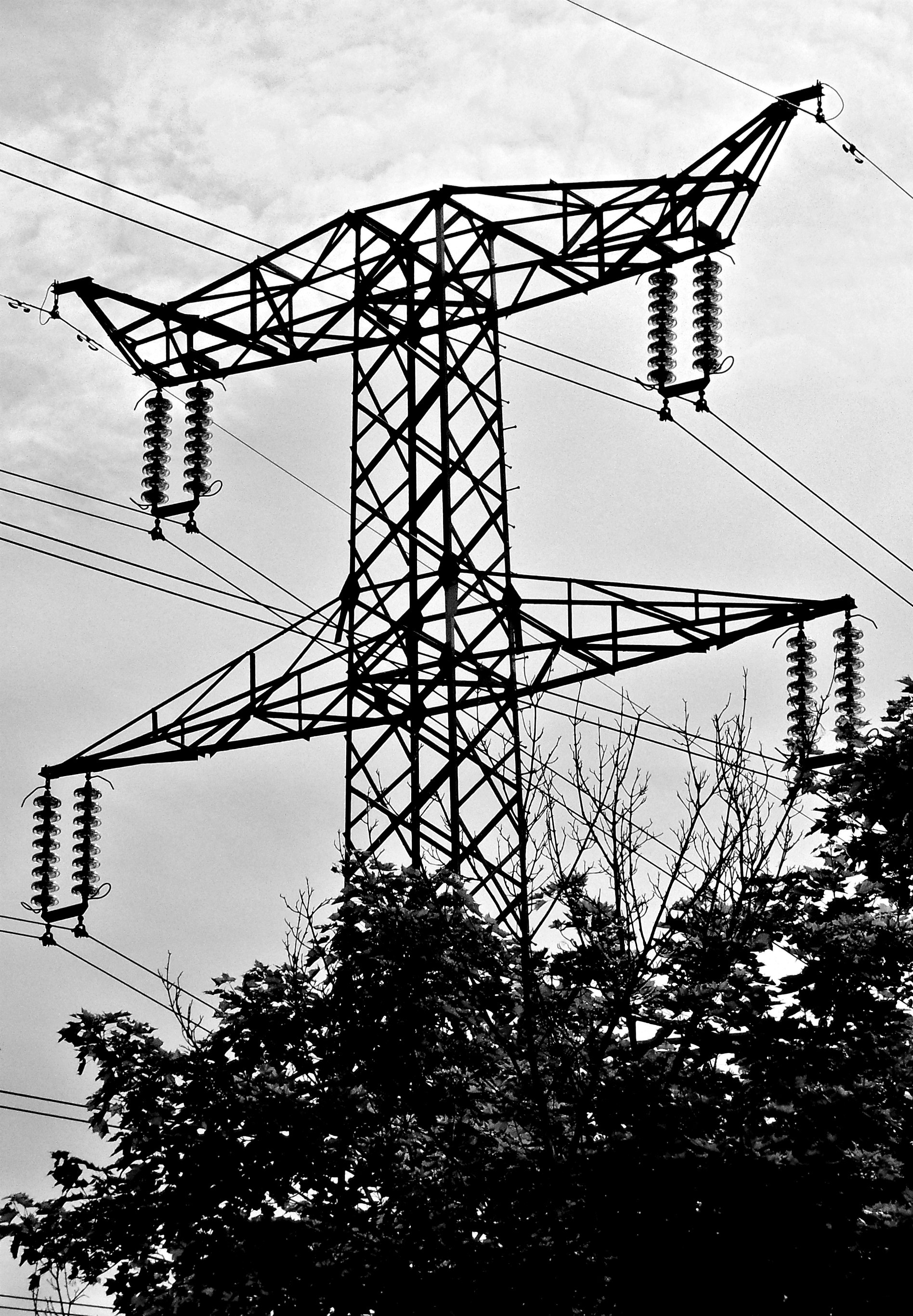
Villamos energia továbbítása nagyfeszültségen, hogy az áramerősséget csökkenteni lehessen

Az elektromos áram (villamos áram, népiesen: villany) az elektromos töltéssel rendelkező részecskék (töltéshordozók) sokaságának elektromos feszültség által fenntartott elektromos mező hatására kialakuló, rendezett mozgása. Az áram irányát a pozitív töltéshordozók mozgásának az irányával definiálják.
Az áramlás irányának váltakozása alapján megkülönböztetnek váltakozó áramot, vagy az áramlás irányának állandósága esetén egyenáramot.
Ha elektromos töltések egy nyugalomban lévő vezető anyag belsejében az ott fennálló elektromos erőtér hatására mozognak, akkor a létrejött áramot vezetési (vagy konduktív) áramnak nevezik. Ilyen jön létre a fémekben a szabad elektronok mozgása révén.
A folyadékokban, gázokban a közeggel együtt mozgó  ionok mint szabad töltéshordozók mozgása konvektív áramot hoz létre.

## Elektromos áramerősség
Az elektromos áram mint folyamat mennyiségi jellemzésére az elektromos áramerősséget használjuk fizikai mennyiségként.
Az áram erősségét ({\displaystyle I}) az áramvezető teljes keresztmetszetén adott idő alatt áthaladó összes töltésmennyiség ({\displaystyle Q}) és az idő ({\displaystyle t}) hányadosával jellemezzük.
{\displaystyle I={\frac {Q}{t}}}

### Az áramerősség SI-mértékegysége
SI-mértékegysége az amper, amelynek jele A. Nevét André-Marie Ampère francia fizikus tiszteletére kapta.
Az amper 2019 május 20-tól érvényes definíciója szerint a természeti állandóként rögzített fizikai mennyiséghez, az elemi töltéshez kapcsolódik. Ennek értéke a jelenleg érvényes 2018-as CODATA ajánlás szerint: e=1,602176634·10−19 C.
Az áramerősség és a coulomb (C) között a következő összefüggés áll fenn:
{\displaystyle {\rm {1\ A=1\,{\text{C/s}}}}}
{\displaystyle {\rm {1\ C=}}} e {\displaystyle /}1.602176634·10−19

### Párhuzamos áramvezetékek között ható erő
Két egymással párhuzamos vezetőben folyó áramok hatására közöttük erőhatás lép fel. Ez a jelenség szolgált korábban az amper definíciójául. Az Ampère-féle gerjesztési törvénynek erre a speciális elrendezésre való alkalmazásával kapjuk a következő összefüggést.
Legyen az egymással párhuzamos, {\displaystyle l} hosszúságú, egymástól {\displaystyle d} távolságra lévő vezetőkben folyó áramok nagysága amperben: {\displaystyle I_{1}} és {\displaystyle I_{2}}. A két vezető között létrejövő erőhatás nagysága:
{\displaystyle F={\frac {\mu _{0}}{2\pi }}\cdot {\frac {\vert I_{1}I_{2}\vert \cdot l}{d}},}
ahol μ0 a vákuum permeabilitása.
{\displaystyle \mu _{0}=4\pi \cdot 10^{-7}{\frac {\mathrm {N} }{\mathrm {A} ^{2}}}.}

## Időben állandó és váltakozó áram

Egyszerű áramkör, ahol az áram irányát az i-vel jelölt nyíl mutatja. Az áramforrás (V) pozitív oldaláról indul az áram az (R) elektromos ellenállás felé. Az elektronok a nyíllal ellentétesen mozognak

Az áram irányát a pozitív töltéshordozók mozgásának az irányával határozták meg.
Ha az áram iránya és erőssége időben állandó, akkor stacionárius vagy egyenáramról beszélünk. Egyenáram jön létre egy olyan áramkörben, ahol az áramforrásnak pozitív és negatív pólusa van, így az áram megszakítás nélkül folyik a vezetékben. Az áramot létrehozó feszültségkülönbség és az áramerősség között az Ohm-törvény teremt kapcsolatot.
A váltakozó áram esetén az áramot létrehozó váltakozó feszültség ismétlődően (periodikusan) ellentétes értéket vesz fel (vagyis a pólusok váltakoznak). A periodicitás jellemzője a frekvencia. Az iparban és a háztartásokban jellemzően váltakozó áramot használnak hálózati energiaforrásként.

## Az elektromos áram hatásai

### Mechanikai hatás
Az elektromos áram energiáját az elektromágneses indukció révén a villanymotorok mechanikai energiává, mozgássá alakítják.

### Hőhatás
Az elektromos áramban mozgó töltéshordozók az elektromos térből felvett energia egy részét kölcsönhatásokon keresztül átadják a környezetüknek. A fémekben az áramot létrehozó, mozgó, szabad elektronok a fém ionrácsának adnak át energiát, így a fém belső energiája megnő, és felmelegszik. Ezt az energianövekedést nevezik Joule-hőnek.
A Joule–Lenz-törvény szerint egy {\displaystyle R} ellenállású vezetékszakaszon leadott energia egyenesen arányos a vezetékszakasz ellenállásával, az áramerősség ({\displaystyle I}) négyzetével és az eltelt idővel ({\displaystyle t}):
{\displaystyle W=I^{2}\cdot R\cdot t}.
Az adott vezetékszakaszon leadott teljesítmény:
{\displaystyle P={\frac {W}{t}}=I^{2}\cdot R}.
Az elektromos fűtőtestek az elektromos energiát hőenergiává alakító eszközök. De az elektromos áram hőhatását használják ki az elektromos berendezésekben a túlterhelés elleni védelmet szolgáló biztosítékok is. Az olvadóbiztosítóban az olvadószál a túl nagy áram esetén megolvad, és ezzel megszakítja az áramkört.

### Vegyi hatás
Az elektrolitokban (savak, sók, lúgok vizes oldataiban) ionok (töltéssel rendelkező részecskék) vezetik az elektromos áramot. Az elektrolitba merülő elektródákra feszültséget kapcsolva áram folyik, aminek hatására az elektrolitban kémiai reakció megy végbe. Ezt a folyamatot nevezik elektrolízisnek. A folyamat mennyiségi összefüggéseit Faraday elektrolízis-törvényei írják le.
Az áram vegyi hatását hasznosító alkalmazások a galvánelemek, az akkumulátorok, a tüzelőanyag-cellák.
A fémeket roncsoló elektrokémiai reakció a korrózió.

### Mágneses hatás
Hans Christian Ørsted megfigyelése óta ismert, hogy az elektromos áram mágneses teret hoz létre. Az elektromos áram és az általa létrehozott mágneses mező kapcsolatát az Ampère-féle (gerjesztési) törvény írja le. 
Az elektromos és mágneses tér (elektromágnesség) egységes elméletét a Maxwell-egyenletek írják le.
A vasmaggal ellátott áramjárta tekercs sokféle eszközben használt elektromágnes. Elektromágnes van például a távkapcsolóként, jelfogóként alkalmazott relékben, az elektromos csengőben, az áramkört a rövidzárlattól védő automata biztosítékban. A mágneses mező változása elektromágneses indukció révén elektromos mezőt hoz létre, ez alapján működik több hétköznapi eszköz is, például az áramfejlesztő generátorok (és dinamók), a villanymotorok, a transzformátorok.

### Fényhatás

A villámlás természetes eredetű, rövid ideig fennálló áramcsatorna a levegőben. Erőssége 5-20 ezer amper is lehet

A mesterséges fényforrásokban leggyakrabban elektromos energia alakul át fényenergiává. A volfrám izzólámpákban az izzószál az átfolyó áram hatására felmelegszik, izzásba jön és hőmérsékleti sugárzással világít. A fénycsövekben az elektródákra kapcsolt feszültség hatására a higanyt is tartalmazó gázkeverékben gázkisülés jön létre, ami fénykibocsátással jár. Az ibolyántúli hullámhosszúságú fény gerjeszti az üvegcső belső falán lévő fényport, ami ezután jórészt látható hullámhosszúságú lumineszcenciával világít.
Léteznek egyenletesen sugárzó, elektrolumineszcencia révén világító felületek, ezek nagy teljesítményű változatai a világító diódák – köznapi nevükön a LED-ek.
A nagyfeszültségű elektromos jelenségeket fényjelenségek is kísérhetik, ilyen például a szikrakisülés, a villámlás.

### Élettani (fiziológiai) hatás

Az elektromos áram fiziológiai hatása az áramerősség és a hatás ideje függvényében (IEC publication 60479-1 alapján)

Az emberi test nedvei mint elektrolitok vezetik az elektromos áramot. Az emberi test elektromos ellenállása 200–3000 Ω között változhat a körülményektől függően. A szervezeten áthaladó áram izom-, bőr- és idegi károsodást, illetve halált is okozhat. A károsodás mértékét az áram erőssége, jellege (egyenáram vagy váltakozó áram) és frekvenciája, a hatás ideje, a testimpedancia és az áram testen belüli útja határozza meg. A nagyfrekvenciás váltakozó áram kevésbé veszélyes, mint az egyenáram, mert a nagy frekvencia miatt az áram nem hatol a test belsejébe, hanem inkább a bőrfelület mentén halad, ezzel ott többnyire csak égési sérülést okoz. Az emberi testbe jutó, szíven áthaladó 0,05 A (50 mA) erősségű váltakozó áram már halálos lehet, de ez függ a behatás időtartamától is.
A magyar háztartásokban is használt 230 V-os, 50 Hz-es váltakozó feszültség okozta áramütés már néhány tizedmásodpercen belül fibrillációt okozhat, ami 20-30 másodpercen belül oxigénhiánnyal és eszméletvesztéssel jár. Ha a váltakozó áram közvetlenül a szíven halad keresztül, már néhány mA is veszélyes lehet. Egyenáram esetén hasonló következményhez 500 mA-es érték szükséges. A fibrilláció szempontjából legveszélyesebb frekvenciatartomány a 12–60 Hz közötti érték. A háztartásokban használt váltakozó áram veszélyesebb, mint az azonos feszültségű vagy áramerősségű egyenáram. Egyenáram esetén a szív egyszerűen „megáll”, azonban az áram megszűnésekor magától képes elindulni. Paradox módon a defibrillátorban használt egyenáram képes megszüntetni a szív szabálytalan működését (a fibrillációt).
A 15 és 100 Hz közötti frekvenciájú elektromos áram fiziológiai hatását a jobb oldali grafikon mutatja az áramerősség és a behatási idő függvényében.
- AC1: Általában semmi hatás
- AC2: Általában semmi káros hatás
- AC3: Szervi kár nem keletkezik. Az áram növekedésével és a behatási idő növekedésével visszafordítható szívritmuszavarok, pitvari fibrilláció és ideiglenes szívleállás várható. 2 másodpercnél hosszabb idejű behatások esetén görcsszerű izom összehúzódások és nehézségek léphetnek fel a légzés során.
- AC4: Veszélyes halálos hatások, mint szívmegállás, légzésleállás, és súlyos égések léphetnek fel az AC3 hatásain felül.
- AC4.1 A szívkamra fibrilláció valószínűsége kisebb mint 5%
- AC4.2 A szívkamra fibrilláció valószínűsége 5% és 50% között
- AC4.3 A szívkamra fibrilláció valószínűsége nagyobb mint 50%

A villámcsapáskor kialakuló áramütés hatásai még nincsenek teljesen tisztázva. A villámláskor hatalmas feszültség és igen nagy áramerősség alakul ki, mégis lehetséges a villámcsapás hatásait túlélni, de ennek körülményei még további kutatást igényelnek.
Az iparban használatos 10 000 V (azaz 10 kV) valamint az ennél is nagyobb 20, 25 kV a vasútnál, 120, 220, 400 kV a távvezetékeknél, a feszültség nagysága miatt veszélyes, mert ekkora feszültség alatt lévő vezeték a levegőben villamos ívet húzhat a vezeték és az emberi test között, ami áramütést, illetve égési sérüléseket okozhat akkor is, ha a vezetéktől távolabb állunk. A távvezetékek körüli elektromágneses mező hosszabb idő alatt szintén ártalmas (pl. rákkeltő) lehet, nagyban függ a távolságtól és a frekvenciától. A rendelkezésre álló kutatások nem egyértelműen bizonyítják az elektromágneses térerő egészségkárosító hatását a távvezetékek általános telepítési körülményei mellett.